# Josef Rudolf Witzel
Josef Rudolf Witzel (Francoforte, 27 de setembro de 1867 — Gräfelfing, 1925) foi um pintor, ilustrador, caricaturista e artista gráfico alemão.[carece de fontes?]
Assinava ainda como Joseph Rudolf Witzel, Joseph R. Witzel, J. R. Witzel ou apenas J. R. W. ou Witzel.[carece de fontes?]

## Trabalhos
Witzel foi um ativo e bem-sucedido ilustrador, havendo contribuído para diversas publicações que introduziram o século XX com a chamada Art Noveau.
Colaborou com a revista Jugend (Juventude, em livre tradução), mas foi na revista Deutsche-Kunst und Dekoration (Arte e Decoração Alemã, em livre tradução) onde seu desenho bem elaborado inspirou a nova geração de artistas decorativos da Art Noveau.

## Galeria

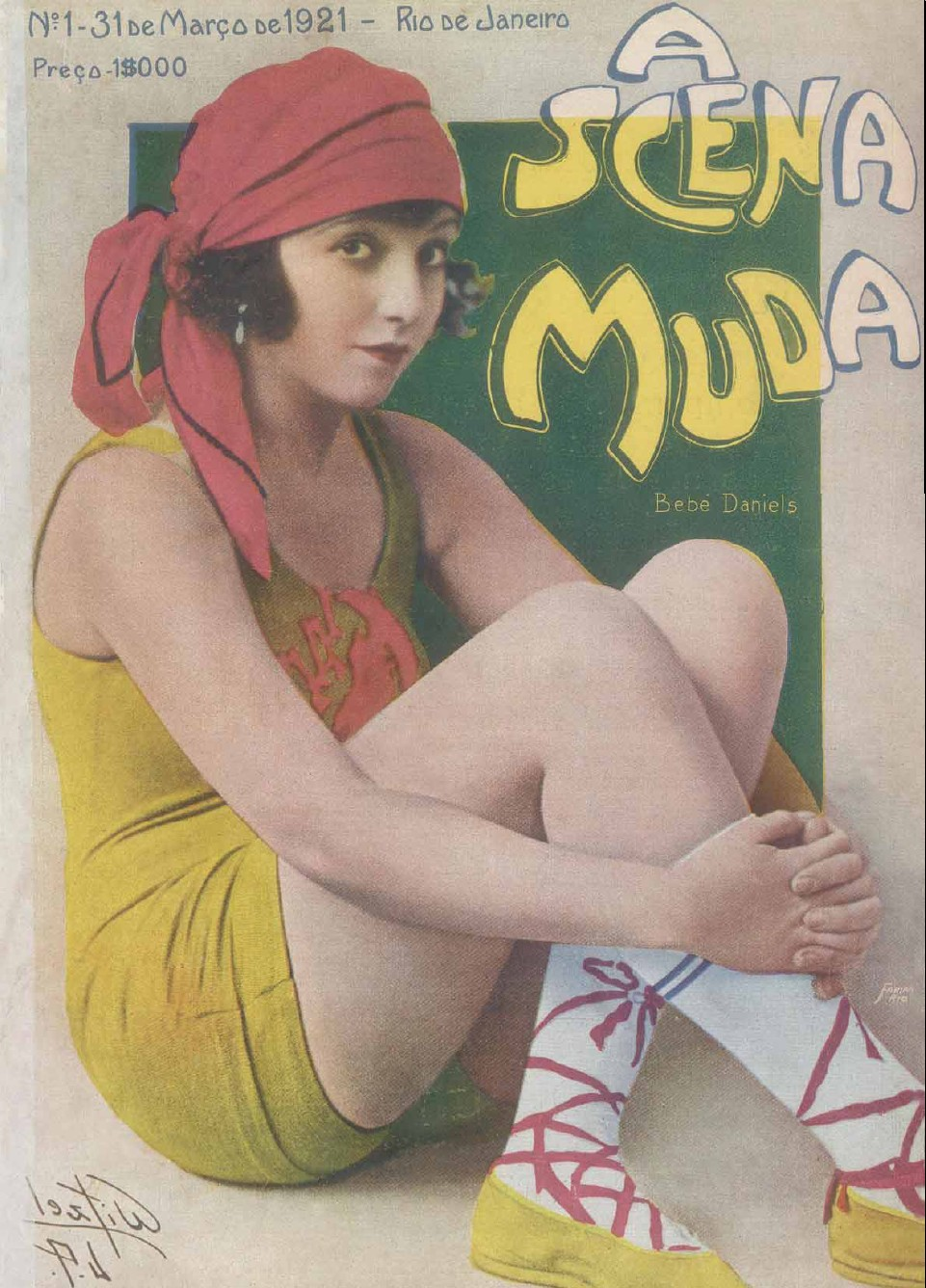
Capa da revista brasileira A Scena Muda n.1, pelo artista
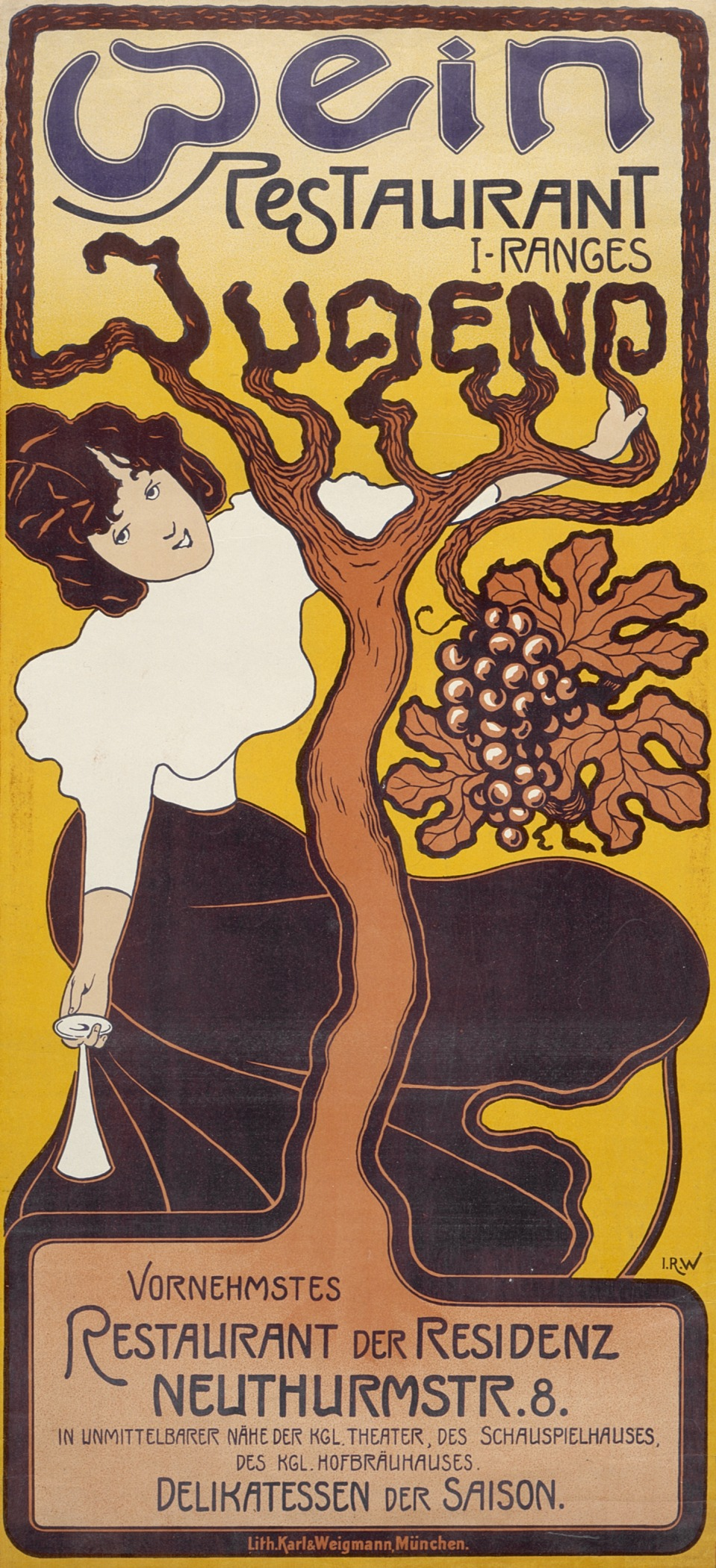
Cartaz de Wein Restaurant Jugend
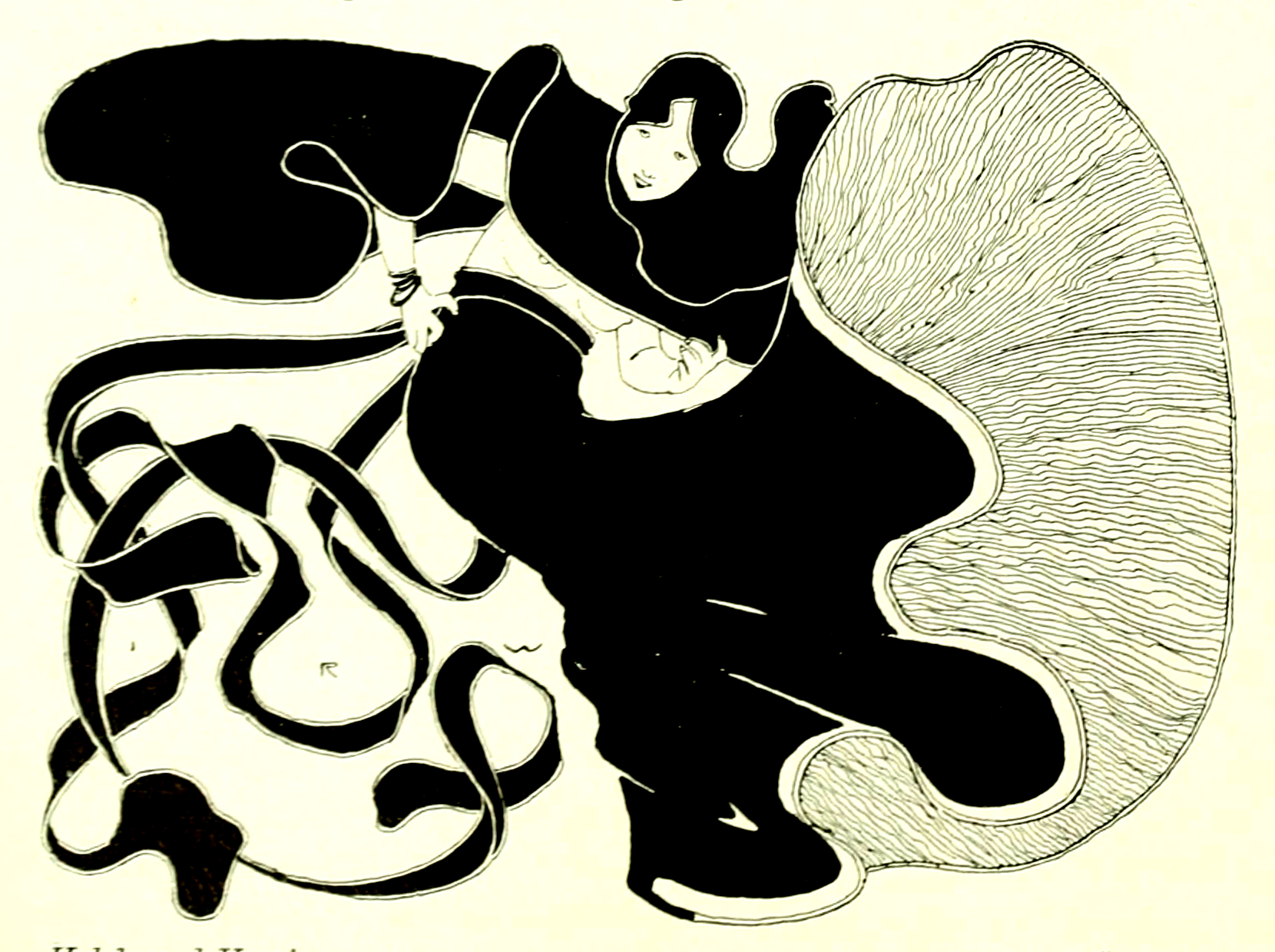
Dançarina